# 宋雪林
宋雪林（1962年3月8日—），中国四川成都人，围棋职业九段棋手。他12岁学棋，13岁进体校，17岁进省集训队后进国家队，1982年定为四段，1998年升为九段。他曾获1980年新体育杯第二名和1986年国手战第二名，也多次代表四川娇子队参加围甲联赛。2004年至今任成都棋院副院长。有“西南王”的绰号。

## 职业生涯
1980年新体育杯第二名，1981年新体育杯第六名，1982年国手战第四名，1984年国手战第六名，1985年全国围棋个人赛第五名，1986年国手战第二名、新体育杯第四名，1987年新体育杯第四名、全国围棋个人赛第五名，1988年新体育杯第五名，1989年新体育杯第六名。
- 中国围棋甲级联赛
  - 1999年（成都五牛）
  - 2000年（四川成都五牛）
  - 2001年（四川娇子）
  - 2002年（四川娇子）
  - 2003年（四川娇子）
  - 2004年（四川娇子）

2011年代表元老队参加百灵杯元老女将擂台赛，负于女子队先锋於之莹初段。

## 著作
- 《圍棋序秀攻防百例》
- 《马晓春自战百局》